# Lavra
Lavra je žensko osebno ime.

## Izvor imena
Ime Lavra oziroma njena številčnejša različica Laura je skrajšana oblika iz imena Lavrencija, ta pa izhaja iz latinskega imena Laurentia, ki je ženska oblika imena Laurentius v  slovenščini Lovrenc.

## Različice imena
Lavrenka, Lavricija, Lora, Lorena, Lorenka, Loreta, Lorica, Lorijana, Lorjana, Loris

## Pogostost imena
Po podatkih Statističnega urada Republike Slovenije je bilo na dan 31. decembra 2007 v Sloveniji število ženskih oseb z imenom Lavra: 273. Med vsemi ženskimi imeni pa je ime Lavra po pogostosti uporabe uvrščeno na 352. mesto.

## Osebni praznik
V koledarju je ime Lavra skupaj z imenom Lovrenc, razen tega pa sta v koledarju zapisani še: Laura (argentinska redovnica, umrla 22. januarja 1904) in Laura (španska redovnica in mučenka, umrla 19. oktobra 864).